# Municipio de Virgil (Dakota del Sur)
El municipio de Virgil (en inglés, Virgil Township) es un municipio del condado de Jones, Dakota del Sur, Estados Unidos. Tiene una población estimada, a mediados de 2023, de 5 habitantes.
Abarca una zona exclusivamente rural.

## Geografía
Está ubicado en las coordenadas 44°2′46″N 100°31′9″O / 44.04611, -100.51917 (44.046103, -100.519132). Según la Oficina del Censo de los Estados Unidos, tiene una superficie total de 92.96 km², de la cual 92.66 km² corresponden a tierra firme y 0.30 km² son agua.

## Demografía
Según el censo de 2020, en ese momento había 6 personas residiendo en la zona. La densidad de población era de 0.06 hab./km². La totalidad de los habitantes eran blancos. No había hispanos o latinos viviendo en la región.